# Willie McKay
Pour les articles homonymes, voir McKay.
William McKay est un ancien agent de football britannique basé à Monaco. Il a été l'agent de nombreux footballeurs de haut niveau, principalement basés en Angleterre et en France, plus particulièrement en Premier League. Parmi ses clients figurent James McFadden, Joey Barton, Henri Camara, Scott McDonald, Jean-Joël Perrier-Doumbé, Charles N'Zogbia, Tyrone Mears, Amdy Faye, Ross McCormack et Pascal Chimbonda. Il est le père de l'agent Mark McKay et de deux footballeurs professionnels jumeaux, Jack McKay (en) et Paul McKay (en).

## Enquête de corruption
Willie McKay est l'un des agents visés par l'équipe Quest dirigée par Lord Stevens, qui a enquêté sur des allégations de corruptions et de fraudes lors de transferts. En décembre 2006, le Daily Express affirmait que le transfert de Jean-Alain Boumsong de Rangers FC à Newcastle United, d’une valeur de 8,5 M £, était l’une des transactions examinées. Cependant, Quest a déclaré à propos de Graeme Souness, qui était directeur de Newcastle au moment du transfert de Boumsong : « Nous souhaitons préciser que les preuves fournies par Graeme Souness à Quest concernant son rôle dans les transferts couverts par la alors qu’il était directeur du Newcastle United FC et que ni la Premier League ni Quest n’avaient aucune inquiétude à cet égard ». Dans le rapport final de l' enquête Stevens, il lui était reproché de ne pas avoir coopéré à l'enquête. Cependant, Quest a ensuite publié la déclaration suivante: « En réponse aux principales conclusions du rapport final de Quest publié le 15 juin 2007 par la Premier League, Quest tient à souligner que, dans ce rapport, il était clair que rien n'a été trouvé dans les transferts intervenus au cours de la période d'enquête impliquant l'agent Willie McKay. Quest souhaite également remercier M. McKay pour sa coopération avec l'enquête ». Le 1er février 2008, McKay a obtenu d'importants dommages-intérêts pour diffamation à l'encontre du Daily Express à la suite de fausses déclarations concernant ses transactions de transfert.

## Arrestation de novembre 2007
Le 28 novembre 2007, BBC News rapporte que McKay - avec le directeur de Portsmouth Harry Redknapp et le directeur général Peter Storrie , Milan Mandaric , ancien président de Leicester et président par intérim de Leicester, et l'ancien footballeur de Portsmouth Amdy Faye , prêté par les Rangers - avaient été arrêtés par la police de la ville de Londres dans le cadre des enquêtes en cours sur des allégations de corruption dans le football,. Cependant Mckay n'a jamais été inculpé et la police a classé l'affaire après deux ans.

## Expérience de Doncaster Rovers
Lors de la saison 2011-12, le club de Doncaster Rovers n'a remporté aucun de ses sept premiers matches en Championship. Le manager, Sean O'Driscoll, a été limogé et Dean Saunders a été remplacé.
Avec l'aide de McKay, Doncaster Rovers a alors engagé plusieurs joueurs de renom dans des prêts et des contrats à court terme pour tenter de sauver le club de la relégation, notamment El Hadji Diouf , Pascal Chimbonda , Herita Ilunga , Carl Ikeme , Frédéric Piquionne et Habib Beye. Parmi les autres joueurs liés au club, on retrouve Robert Pirès et l'ancien milieu de terrain du Real Madrid , Mahamadou Diarra. Finalement, Doncaster a été relégué en League One avec trois matchs à jouer après un match très controversé contre Portsmouth. De nombreux supporters ont tenu McKay pour responsable de cet échec. À la fin de la saison 2011-2012 , le président John Ryan a jugé que "l'expérience" de McKay était terminée car elle "n'a pas réussi" et "ne réussirait pas plus en troisième division".

## Affaire Emiliano Sala
En mars 2015, Willie McKay est déclaré en faillite, perdant de ce fait sa qualité d'intermédiaire agréé par la fédération anglaise de football. Malgré cela, il prend une part active dans le transfert du F.C. Nantes à Cardiff City d'Emiliano Sala, signé le 18 janvier 2019, pour lequel Nantes avait mandaté son fils Mark McKay (qui lui est un agent agréé). Willie McKay a notamment organisé plusieurs vols privés aller-retour entre Cardiff et Nantes au profit de dirigeants de Cardiff City et du joueur lui-même. Lors du dernier de ces vols, le 21 janvier 2019, Emiliano Sala trouve la mort dans le crash de son avion, un Piper Malibu, dans la Manche. Le club de Cardiff suspend alors le paiement du transfert, d'un montant de 17 millions d'euros, mettant en cause la responsabilité du F.C. Nantes et de Willie McKay dans l'accident, ce que ce dernier conteste.